# Озуэстри
О́зуэстри (англ. Oswestry, валл. Croesoswallt) — город и административный приход в Шропшире, Англия, расположенный в непосредственной близости у границы с Уэльсом. Является узловым пунктом для дорог A5, A438 и A495.
Город выполнял функции районного центра округа Озуэстри до 01 апреля 2009 года и является третьим по величине городом после Телфорда и Шрусбери. Согласно данным переписи 2001 года гражданский округ насчитывал 15, 613 жителей, городских жителей — 16, 600. Количество городского населения к 2008 году выросло до 17,160 человек. Географически город расположен в пяти милях от границы между Англией и Уэльсом и известен тем, что соединяет в себе культурное наследие Англии и Уэльса. В городе располагается Библиотека Шропшира, в которой представлена Уэльская коллекция.

## История

### Саксонская эпоха
Как предполагается, здесь в 642 году произошла битва между королём Пендой и его союзниками-валлийцами с одной стороны и королём Освальдом с другой. Король Освальд был убит в этой битве и разорван на части. Согласно легенде одну из оторванных рук короля орёл перетащил на ясень, после чего дереву стали приписывать различные чудеса (Освальд почитался в качестве святого). Таким образом, считается, что название места происходит от словосочетания «Дерево Освальда» (англ. Oswald’s Tree). Предполагается, что город (англ. Oswald's Well) был заложен в том месте, где птица уронила руку короля Освальда с дерева. На западе от города располагается Вал Оффы.

### Норманнская эпоха
Алан Фиц-Флаад, бретонский рыцарь, был наделён поместьем Озуэстри королём Генрихом I, который вскоре после своего восхождения на престол пригласил Алана вместе с другими бретонцами в Англию и пожаловал им земли в Норфолке и Шропшире. Некоторые из пожалованных земель ранее принадлежали Арнульфу де Хесдену (погиб в крестовом походе) и Роберту Беллемскому. В обязанности Алана входил контроль границы с Уэльсом. Он также известен тем, что основал приорат в Норфолке. Был женат на дочери Арнульфа де Хесдена Аде (Аделине). Их старшего сына Уильяма король Стефан в 1137 году был назначил шерифом Шропшира. Уильям был женат на племяннице Роберта Глостерского. Двое младших детей Алана и Ады — Уолтер и Саймон — перебрались в Шотландию и поступили на службу к королю Давиду I. Впоследствии Уолтер Фриц-Алан стал первым стюардом (сенешалем) Шотландии и основателем династии Стюартов (англ. Stuart).

### Пограничный город
Много улиц и мест в городе и окрестностях Озуэстри носили названия на валлийском языке, что отражало пограничный статус города. Название города на уэльском языке – (валл. Croesoswallt), что означает «Крест (Перекресток) Освальда» (англ. Oswald's Cross). Согласно записям «Книги страшного суда» (англ. Domesday Book), замок Озуэстри (фр. «L'oeuvre») был построен Рейнальдом, норманнским Шерифом Шропшира, который впоследствии был разрушен до основания в ходе Гражданской Войны. В Средневековье из-за своего приграничного положения город был постоянным предметом притязаний и много раз переходил из рук в руки между Англией и Уэльсом. Уэльский принц Мадог ап Маредид захватил город в 1149 году и он оставался в руках валлийцев до 1157 года. В 1400 Озуэстри был атакован войсками Оуайна Глиндура, во время его восстания против английского короля Генриха IV. Город был сожжён и практически уничтожен войсками валлийцев и стал известен как «Горящий/горячий город» (валл. Pentrepoeth/англ. Hot town). В конце концов в английском языке за городом утвердилось имя «Дерево Освальда» (англ. Oswald's Tree) от которого и происходит современное название.

### Торговый город
В 1190 году городу было даровано право каждую среду проводить ярмарки. В середине шестидесятых годов прошлого века, из-за эпидемии ящура, рыночные площади были вынесены за пределы центра города. На месте бывшей рыночной площади города, в девяностых годах прошлого века, был установлен памятник пастуху и овечке. За счёт постоянного притока уэльских фермеров город быстро стал двуязычным. Для своей защиты город построил стену, которая была разрушена войсками Парламента после скоротечной осады 22 июня 1644 года. До настоящего времени сохранилась только часть городской стены (англ. Newgate Pillar).

### Военный город
В городе располагается одно из самых красивых и известных сооружений эпохи Тюдоров — Парк Холл (англ. Park Hall), который был передан под юрисдикцию Вооруженных сил Великобритании в 1915 году и использовался в качестве тренировочного лагеря. Парк Холл сгорел дотла 26 декабря 1918 года вследствие проблем в системе электропитания здания. Развалины Парк Холла оставались нетронутыми в межвоенный период. В мае 1939 года земля Парк Холла снова была выделена для военных нужд, где, как ожидалось, должны были расположиться четыре армейских батальона. После необходимых согласований с городским советом на место прибыли инженерные войска и за короткое время лагерь приобрёл характерные черты, которые сохранялись долгое время. Для ускоренной переброски войск была приведена в действие старая железнодорожная станция Парк Холл Хальт (англ. Park Hall Halt). К середине июня 1939 года на территории Парк Холла расположились 2 500 ополченцев, набранных в Королевскую артиллерию (англ. Royal Regiment of Artillery). После Второй мировой войны Озуэстри становится важным центром военной подготовки для канадских войск, королевских артиллеристов и молодёжи. Долгая и плодотворная связь Озуэстри с армией закончилась позорным финалом — один из местных охотников был убит по ошибке военным патрулём, состоявшим из молодёжи и принявшим охотника за бойца Ирландской республиканской армии (англ. IRA). В настоящее время территория Парк Холла используется в качестве места отдыха и развлечения.

## Достопримечательности
К достопримечательностям Озуэстри относятся Уиттингтон-Касл (англ. Whittington Castle), Шелф Банк (англ. Shelf Bank) и железнодорожный музей (англ. Cambrian Railway Museum), расположенный неподалёку от бывшей станции. Город знаменит том, что в нём располагается большое количество пабов в расчёте на душу населения (порядка 30 в настоящее время), многие из которых предлагают «настоящий эль». Историю открытия каждого паба в Озуэстри можно изучить по вывескам на пабе «Дуб» (англ. The Oak) на Черч-стрит (англ. Church Street). Весной в замке Уиттингтон-Касл проводят фестиваль исторической реконструкции «Осада замка Уиттингтон».

## Транспорт
Через Озуэстри проходят важные автомобильные трассы – А5, А483 и А495.
В настоящее время в городе отсутствует действующая железнодорожная станция. Ближайшая к городу станция – Гобовен (англ. Gobowen).
Автобусные маршруты в городе обслуживает компания Аррива Мидландс (англ. Arriva Midlands) и независимый местный перевозчик – Тэнат Велли Коуч (англ. Tanat Valley Coaches). Город имеет постоянное автобусное сообщение с близлежащими населёнными пунктами, включая Врексхам (англ. Wrexham) и Шрусбери (англ. Shrewsbury).

## Здравоохранение
В Озуэстри действует ортопедический госпиталь (англ. Robert Jones and Agnes Hunt Orthopaedic Hospital NHS Trust), специализирующийся на профилактике и лечении болезней опорно-двигательной системы и ортопедической хирургии. Госпиталь расположен недалеко от посёлка Гобовен (англ. Gobowen).

## Образование
Помимо общеобразовательных школ, таких как Аур Леди’с (англ. Our Lady's) и Католическая школа Святого Освальда (англ. St Oswald's Catholic Primary School), существуют две частные школы – Озуэстри Скул (англ. Oswestry School) и Мортон Холл (англ. Moreton Hall) и многопрофильный Марчес Скул энд Текнолоджи Колледж (англ. The Marches School and Technology College). Дополнительное образование осуществляется также и Вэлфорд энд Норс Шропшир Колледж (англ. Walford and North Shropshire College).

## Религиозные памятники
В Озуэстри располагается большое количество религиозных памятников – две англиканские церкви, относящиеся к дицезу Линчфилда (англ. Diocese of Lichfield), Церковь Святого Освальда (англ. St. Oswald's Parish Church) и Церковь Святой Троицы (англ. Holy Trinity Parish Church). Церковь Святого Освальда образована в 640 году от Р.Х. и имеет норманнскую башню, пристроенную к церкви ориентировочно в 1085 году. Новое окно у восточной стороны церкви выполнено престижным стекольным мастером Джейн Грей в 2004 году. Озуэстри с окрестностями входит в округ Шрусбери, римской католической церкви.
В городе расположены две методистские церкви – Хореб Черч (англ. the Horeb Church) и Методистская церковь Озуэстри (англ. Oswestry Methodist Church). Главная баптистская церковь расположена на перекрёстке улиц Лоуэр Брук Стрит (англ. Lower Brook Street) и Рофт Стрит (англ. Roft Street) в современном здании.
Церкви нонконформистского направления - Евангелистская Церковь Альберт Роуд (англ. Albert Road Evangelical Church), Карриг Лойд Черч (англ. the Carreg Llwyd Church) и Кэбин Лэйн Черч (англ. Cabin Lane Church), Христова Церковь (англ. Christ Church).
Имеются церкви, службы в которых ведутся на уэльском языке – Сейон Черч (англ. the Seion Church) и Святая Англиканская Церковь западного обряда (англ. the Holy Anglican Church a Western Rite).
В городе проводятся мероприятия Религиозного Общества друзей (квакеры).

## Спорт
Бывший местный футбольный клуб Озуэстри Таун (англ. Oswestry Town F.C.) — один из нескольких английских клубов, игравших в Валлийской премьер-лиге. В результате сложного финансового положения клуб объединился с клубом Тотал Нетворк Солюшн (англ. Total Network Solutions F.C.) из местечка Ллансффрейд (англ. Llansanffraid-ym-Mechain). Объединенный клуб по требованию спонсоров был впоследствии переименован в Нью-Сейнтс (англ. The New Saints). Базой для объединённого клуба служит обновленный в 2006 году Парк Холл Стейдиум (англ. Park Hall Stadium), расположенный на окраине города.

## Галерея

Автомобильный знак
Пограничный город
Вход на холм, где располагался замок L'ouvre
Вид на город с места, где раполагался замок L'ouvre
Въезд в город
Методистская церковь
Памятник пастуху на месте бывшей торговой площади
Паб Kings Head